# Pristimantis kareliae
Espèce
Synonymes
- Eleutherodactylus kareliae La Marca, 2005

Statut de conservation UICN

 NT  : Quasi menacé
Pristimantis kareliae est une espèce d'amphibiens de la famille des Craugastoridae.

## Répartition
Cette espèce est endémique de l'État de Mérida au Venezuela. Elle se rencontre à Cardenal Quintero dans les lacs Mucubají et La Victoria entre 2 500 et 3 395 m d'altitude dans la cordillère de Mérida.

## Description
Les mâles mesurent de 23,0 à 27,4 mm et les femelles de 28,3 à 34,5 mm

## Étymologie
Le nom de cette espèce fait référence à Karelia La Marca, la fille du découvreur, ainsi que par la ressemblance du biotope de l'espèce avec les nombreux lacs de la République de Carélie.

## Publication originale
- La Marca, 2005 : Dos nuevas especies de ranas (Amphibia: Leptodactylidae) de páramo del Parque Nacional Sierra Nevada, Venezuela. Herpetotropicos, vol. 2, no 1, p. 47-54 (texte intégral).